# Clynotis
Clynotis is een geslacht van in Australië en Nieuw-Zeeland levende springspinnen.

## Soorten
De volgende soorten zijn bij het geslacht ingedeeld:
- Clynotis albobarbatus (L. Koch, 1879) – Queensland, New South Wales
- Clynotis archeyi (Berland, 1931) – Aucklandeilanden
- Clynotis barresi Hogg, 1909 – Nieuw-Zeeland
- Clynotis knoxi Forster, 1964 – Snareseilanden
- Clynotis saxatilis (Urquhart, 1886) – Nieuw-Zeeland
- Clynotis semiater (L. Koch, 1879) – Queensland
- Clynotis semiferrugineus (L. Koch, 1879) – Queensland
- Clynotis severus (L. Koch, 1879) – Australië